# Танцы со звёздами (Израиль)
Танцы со звёздами (ивр. רוקדים עם כוכבים‎) — развлекательное телешоу, стартовавшее на телеканале «Channel 2» в 2005 году. Израильская версия популярного британского шоу «Strictly Come Dancing».

## О программе
В шоу участвуют пары, каждая из которых состоит из профессионального танцора и звезды телеэкрана, кинематографа, театра и тому подобное. Каждую неделю выбывает пара, набравшая наименьшее количество голосов от судей и зрителей.

## Участники

### Сезон 1 (2005)
| Знаменитости                | Профессиональный     |
| --------------------------- | -------------------- |
| Шираз Тал (модель)          | Борис Зальцман       |
| Омер Барни (актер)          | Виктория Магальник   |
| Ави Грайник (юморист)       | Полина Чиктонова     |
| Бекки Гриффин (телеведущая) | Дэни Йохтман         |
| Эйтан Урбах (пловец)        | Дорит Мильман        |
| Ница Саул (актриса)         | Деннис Белочрековски |
| Сами Ури (актер)            | Ана Ааронова         |
| Элиана Бейкер (актриса)     | Орон Дахан           |

### Сезон 2
| Знаменитости                | Профессиональный     |
| --------------------------- | -------------------- |
| Павел Розенберг (певец)     | Полина Чиктонова     |
| Шира Виленская (актриса)    | Деннис Белочрековски |
| Рики Галь (певец)           | Орон Дахан           |
| Ширли Буганим (модель)      | Кирилл Сиволапов     |
| Раз Мейрман (тележурналист) | Мирит Крадонер       |
| Лимор Гольдштейн (актриса)  | Дэни Йохтман         |
| Лимор Атиас (актриса)       | Хаим Перштейн        |
| Пини Табгер (актер)         | Дорит Мильман        |
| Хаим Ревиво (футболист)     | Ана Ааронова         |
| Гай Ариэли (актер)          | Маша Троянски        |

### 3 сезон
| Знаменитости                            | Профессиональный     |
| --------------------------------------- | -------------------- |
| Михал Зохарец (актриса)                 | Хаим Перштейн        |
| Йонатан Коэн (модель)                   | Натали Дриккер       |
| Дана Дворина (телеведущая)              | Кирилл Сиволапов     |
| Даниэлла Пик (певица)                   | Борис Зальцман       |
| Майкл Ханегби (актер, телеведущий)      | Полина Чиктонова     |
| Бонни Гинзбург (спортивный комментатор) | Маша Троянски        |
| Алон Абутбуль (актер)                   | Виктория Магальник   |
| Мики Кам (актриса)                      | Янив Каконь          |
| Иланит Леви (бывшая королева красоты)   | Деннис Белочрековски |
| Родриго Гонсалес (телезвезда)           | Наама Тавори         |

### 4 сезон
| Знаменитости                           | Профессиональный     |
| -------------------------------------- | -------------------- |
| Надав Абуксис (актер)                  | Дорит Мильман        |
| Ротем Села (модель)                    | Янив Каконь          |
| Орен Смаджа (дзюдоист)                 | Полина Чиктонова     |
| Эйнат Эрлих (телезвезда)               | Орон Дахан           |
| Люси Дубинчик (актриса)                | Деннис Белочрековски |
| Ави Коэн (футболист)                   | Мирит Крадонер       |
| Зохар Либа (модель, актер)             | Анастасия Шапиро     |
| Одед Пас (актер, комик)                | Вики Шуплецов        |
| Шэрон Векслер (синоптик)               | Борис Зальцман       |
| Лиор Миллер (актер, модель)            | Ана Ааронова         |
| Вика Финкельштейн (модель, телезвезда) | Дэни Йохтман         |
| Галит Гиат (актриса)                   | Кирилл Сиволапов     |

### 5 сезон[1]
| Знаменитости                          | Профессиональный     |
| ------------------------------------- | -------------------- |
| Пнина Розенблюм (модель, бизнесвумен) | Деннис Белочрековски |
| Орли Вайнерман (актриса)              | Хаим Перштейн        |
| Мейталь Дохан (актриса)               | Виктор Цема          |
| Гала Коган (актриса, модель)          | Орон Дахан           |
| Лиат Белу (модель, телезвезда)        | Янив Каконь          |
| Зохар Штраус (актер)                  | Дорит Мильман        |
| Шимон Амсалем (баскетболист)          | Маша Троянская       |
| Мира Авад (актриса, музыкант)         | Дэни Йохтман         |
| Ицик Коэн (актер)                     | Алена Дискин         |
| Моше Перец (певец)                    | Полина Чиктонова     |
| Майкл Льюис (актер, модель)           | Ана Ааронова         |

### 6 сезон
| Знаменитости                      | Профессиональный     |
| --------------------------------- | -------------------- |
| Шэрон Хазиз (певица)              | Янив Каконь          |
| Ицик Зохар (футболист)            | Алена Дискин         |
| Хила Альферт (актриса, журналист) | Хаим Перштейн        |
| Аки Авни (актер, телеведущий)     | Полина Чиктонова     |
| Гили Шем Тов (спортивный ведущий) | Дорит Мильман        |
| Таль Беркович (модель)            | Борис Зальцман       |
| Коби Перец (певец)                | Рина Гринспен        |
| Мерхав Мохар (боксер)             | Анастасия Шапиро     |
| Даля Мазор (ведущая новостей)     | Дэни Йохтман         |
| Ади Химелблой (актриса, модель)   | Деннис Белочрековски |
| Рон Шахар (актер)                 | Ана Ааронова         |
| Шломи Кориат (актер, комик)       | Хадас Фишер          |

### 7 сезон
| Знаменитости                    | Профессиональный |
| ------------------------------- | ---------------- |
| Гил Моссинсон (баскетболист)    | Анастасия Шапиро |
| Шломо Бараба (актер, комик)     | Полина Чиктонова |
| Дана Адини (актриса, певица)    | Антон Лапидос    |
| Ноаа Мейман (режиссер, актриса) | Дэни Йохтман     |
| Авиу Шабат (певец)              | Элина Шустин     |
| Иланит (певица)                 | Хаим Перштейн    |
| Шломи Лахиани (мэр Бат-Яма)     | Рина Гринспен    |
| Орна Дац (певица)               | Янив Каконь      |
| Юваль Шем Тов (детская звезда)  | Вики Шуплецов    |
| Эсти Захайм (актриса)           | Борис Зальцман   |
| Амит Фаркаш (актриса)           | Орон Дахан       |
| Мики Гева (комик)               | Юля Прокофенко   |
| Асаф Герц (актер)               | Маша Троянская   |